# Claudio Scajola
Claudio Scajola (n. 15 ianuarie 1948, Imperia, Liguria, Italia) este un politician italian.